# Heidrun Laudel
Heidrun Laudel (* 25. Juli 1941 in Leipzig; † 29. April 2014 in Dresden) war eine deutsche Architekturhistorikerin und Hochschullehrerin. Sie war Dozentin für Baugeschichte an der Technischen Universität Dresden.

## Leben
Nach ihrem Architekturstudium an der Burg Giebichenstein in Halle (Saale) und der Technischen Universität Dresden erhielt Heidrun Laudel eine Anstellung an der TU Dresden, wo sie im Bereich der Stadtplanung tätig war, sich dann aber unter Kurt Milde mit der Architekturtheorie des 19. Jahrhunderts beschäftigte. 1973 promovierte sie dort mit der Dissertation A Architekturtheoretische Grundbegriffe. Nach erfolgreicher Habilitation (Dissertation B) war Heidrun Laudel von 1985 bis zum Erreichen des 60. Lebensjahres Dozentin für Baugeschichte an der TU Dresden. Ab 1992 war sie selbständig tätig im Bereich Denkmalpflege und Bauforschung. In dieser Zeit entstand im Rahmen eines geförderten DFG-Projektes der Gesamtkatalog des künstlerischen Werkes von Gottfried Semper.
Ab 1996 gab sie Lehrveranstaltungen an der Volkshochschule in Dresden.
Am 17. Oktober 2014 fand für sie eine Gedenkfeier im Saal des Stadtmuseums Dresden statt.
Ihr wissenschaftlicher Nachlass wird im Stadtarchiv Dresden verwaltet.

## Werke (Auswahl)
- (mit Peter Gerlach und Dieter Möbius): Architekturtheoretische Grundbegriffe, 1972/73
- Das Problem der architektonischen Form in der Theorie Gottfried Sempers, 1984
- Alberti und Semper – Renaissance und Neorenaissance. In: Architektur der DDR, 8/1985, S. 491–492
- (mit Kurt Milde): Die räumliche Dimension baulicher Planungen in der Regierungszeit August des Starken. In: Dresdner Hefte, Dresden 1990, S. 279–290.
- Gottfried Semper – Architektur und Stil, Dresden 1991
- Bauen in Dresden im 19. und 20. Jahrhundert, Dresden 1991
- Werkkatalog Gottfried Semper. In: Gottfried Semper 1803–1879, 2003, S. 116 ff.